# Cabra Gabby

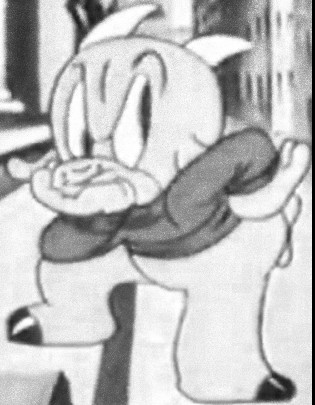
Cabra Gabby

La Cabra Gabby (Gabby Goat en inglés) es una cabra creada por Ub Iwerks para ser compañera del cerdo Porky.

## Biografía
Las características principales de la cabra son su irritabilidad y corto temperamento, rasgos que le permiten hacer un natural contraste al tímido y tolerante Porky. El concepto no les funcionó tan bien como esperaban los animadores, sin embargo, la audiencia sintió que el comportamiento de la cabra fue muy ofensivo para ser divertido.

## Apariencia
Gabby es una cabra que posee una larga barba blanca, un par de cuernos blancos y una cara de pocos amigos.

## Apariciones
Gabby aparece en el corto "Porky y Gabby", dirigido por Ub Iwerks, quien subcontrató brevemente a Leon Schlesinger Productions, productores de los Cortos de los Looney Tunes. La caricatura se centra en un viaje de campamento que realizan Porky y Gabby, el cual se frustra por un accidente con el auto. El artista del storyboard, Cal Howard, es el que proporciona la voz de Gabby.
Gabby solamente apareció en otras dos animaciones, La primera fue "Porky's Badtime Story" (primera animación como director de Clampett), en la cual los compañeros de habitación casi son despedidos de sus empleos por dormirse y presentarse tarde al trabajo. Ellos prometieron acostarse temprano esa noche, pero por distintos problemas se mantuvieron despiertos toda la noche. La animación fue retomada en 1944 como "Tick Tock Tuckered", protagonizando el Pato Lucas el rol de Gabby como coestrella de Porky.
La tercera y última aparición del personaje fue en "Get Rich Quick Porky", donde Porky y Gabby excavan buscando petróleo. Tanto Both Porky's Badtime Story como Get Rich Quick Porky fueron producidas en 1937.

### Otras
- Cartoon Festival de Star Classics (VHS - 1988)

## Curiosidades
- Recientemente se han descubiertos storyboards que muestran que la Cabra Gabby fue originalmente planeada en aparecer en el corto de 1938 "Porky's Party", sin embargo ese rol fue sustituido por el personaje de un pingüino con características similares en la personalidad que la de Gabby.

- Datos: Q22350750